# Adelina Patti
Adelina Patti (Madrid, 10 de fevereiro de 1843 – Castelo de Craig-y-Nos, Brecon, 27 de setembro de 1919) foi uma aclamada soprano do século XIX. No auge de sua carreira, foi exaltada nas maiores capitais musicais da Europa e das Américas. Sua primeira apresentação pública aconteceu ainda na infância, no ano de 1851, e sua última aconteceu em 1914. Juntamente com seus contemporâneos Jenny Lind e Thérèse Tietjens, Patti tornou-se uma das mais famosas sopranos da história da música erudita, tanto pela pureza e beleza da sua voz lírica como também pela sua técnica do bel canto.
O compositor Giuseppe Verdi descreveu-a em 1877 como a melhor cantora que ele havia conhecido e uma "artista estupenda". A admiração de Verdi por Patti pode ser encontrada em numerosas críticas musicais e comentários sociais da época.

## Biografia
Adelina Patti (Adela Juana Maria Patti) foi a última filha do tenor Salvatore Patti (1800-1869) e da soprano Caterina Barilli (falecida em 1870). Seus pais, italianos, trabalhavam em Madrid na época do seu nascimento. Como seu pai era siciliano, Patti nasceu como súdita do Rei das Duas Sicílias. Mais tarde, obteve o passaporte francês, já que seus dois maridos foram franceses.
Suas irmãs, Amalia e Carlotta Patti, também foram cantoras. Em sua infância, a família mudou-se para a cidade de Nova York. Patti cresceu em Wakefield, parte do Bronx. Desde criança já cantava profissionalmente e desenvolveu a voz soprano coloratura com registro vocal perfeitamente equalizado e surpreendentemente emotivo. Acredita-se que Patti aprendeu muito do que sabia sobre técnicas de canto com seu meio-irmão, Maurice Strakosch, um músico e empresário. Posteriormente, Adelina, como outros grandes cantores com egos consideráveis, comentou que havia aprendido por conta própria tudo o que sabia.

## Carreira

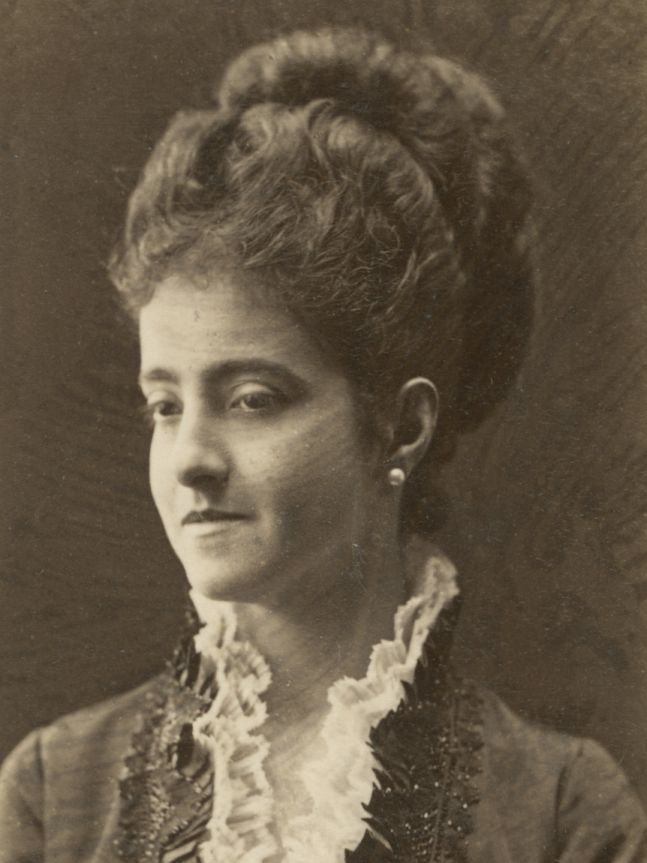
Adelina Patti em 1874

Adelina Patti fez sua estreia operística aos dezesseis anos, no dia 24 de novembro de 1859 no papel titular de Lucia di Lammermoor, de Gaetano Donizetti, na Academia de Música de Nova York. No dia 24 de agosto de 1860, ela e Emma Albani foram solistas da première mundial de Cantata, de Charles Wugk Sabatier, em Montreal, sendo essa performance realizada em homenagem à visita do Príncipe de Gales. Em 1861, aos dezoito anos, ela foi convidada a apresentar-se no Covent Garden, executando o papel de Amina em La sonnambula de Vincenzo Bellini. Ela foi muito aclamada no Covent Garden nessa temporada e, tendo Londres como moradia, foi conquistar o continente europeu, apresentando Amina em Paris e Viena nos anos seguintes, obtendo enorme sucesso.
Em 1862, durante uma turnê americana, cantou Home, Sweet Home, de John Howard Payne, na Casa Branca para o Presidente dos Estados Unidos, Abraham Lincoln, e sua esposa, Mary Lincoln. Os Lincolns estavam de luto pela morte de seu filho Willie, que havia morrido de tifo recentemente. Emocionados com a interpretação, os Lincoln pediram bis da música. Esse fato tornou-se característica de Patti, e ela, em todos seus recitais e concertos, cantava uma música bônus.
A carreira de Patti foi marcada por sucessos atrás de sucessos. No começo de sua carreira, ela não cantou apenas na Inglaterra e nos Estados Unidos, mas em toda a costa da Europa, na Rússia e na América do Sul, levando o público à loucura.
Durante a década de 1860, Patti possuía uma voz doce e com fáceis notas altas, de uma flexibilidade e pureza incríveis, sendo características perfeitas para Zerlina, Lucia e Amina, mas, como Verdi notou em 1878, suas notas baixas ganharam beleza e força conforme ela amadureceu. Patti, entretanto, tornou-se conservadora na fase final de sua carreira de óperas e concertos.
Durante sua fase madura, nas décadas de 1870 e 1880, Patti mostrou-se uma cantora mais empreendedora, provando ser uma boa atriz nos papéis líricos e demonstrando muita emoção. Isso pode ser visto nos seus papeis de Gilda em Rigoletto; Leonora em Il trovatore; no papel título de Semiramide; e como Violeta em La traviata. Ela nunca interpretou papéis veristas, já que essas obras tornaram-se populares apenas no fim de sua carreira, durante o fim do século XIX.
Muitos anos antes, Patti teve uma boa experiência em Paris com o compositor de óperas de bel canto Gioacchino Rossini, que era defensor dos valores tradicionais do canto italiano.

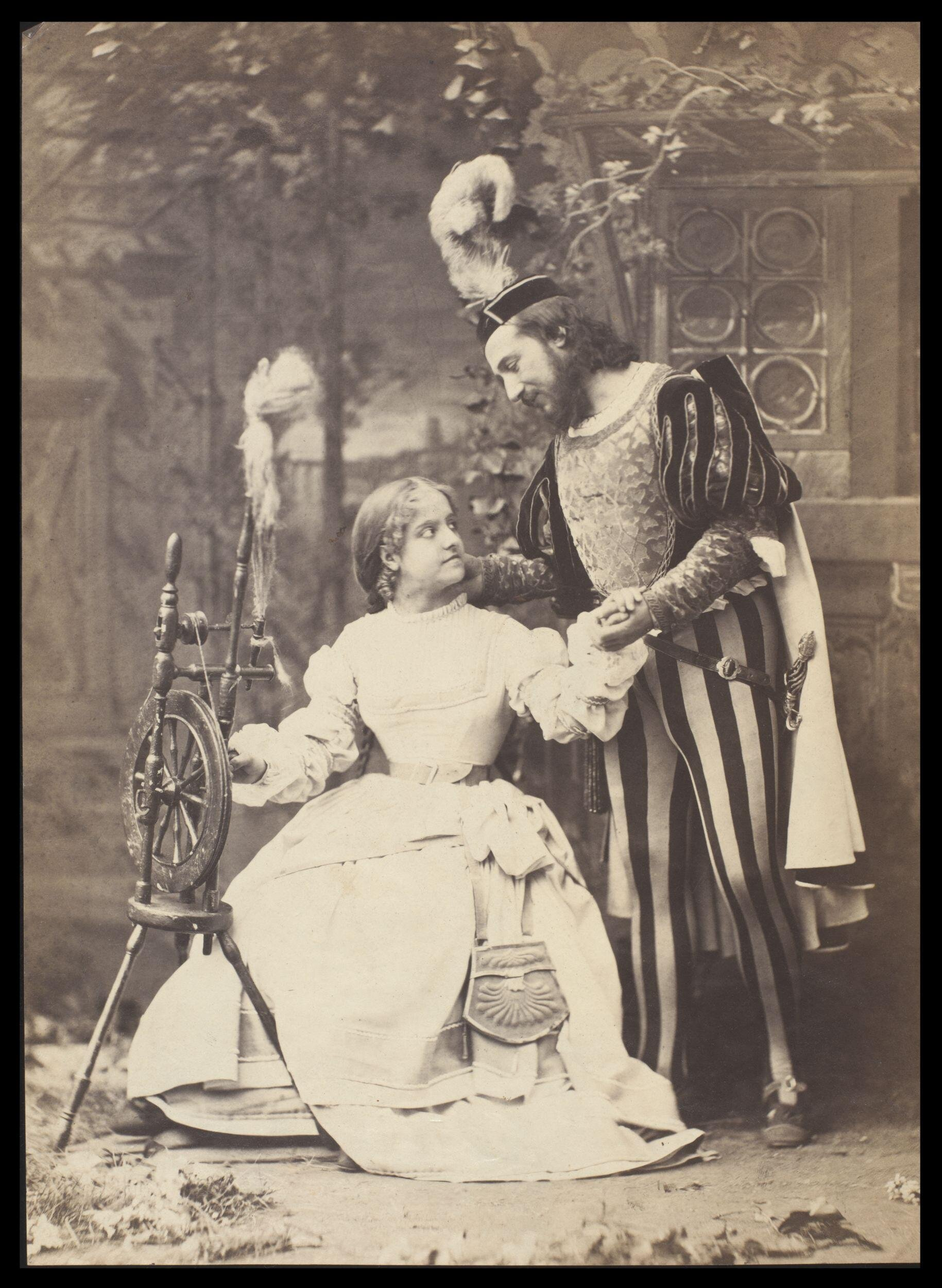
Adelina Patti como Marguerite e Mario di Candia como Faust em Faust, Covent Garden, julho de 1864

Patti recebia $5 mil em uma noite, antes da performance. Seus contratos estipulavam que seu nome seria o maior do que qualquer outro nome nos cartazes e diziam que ela era livre de todos os ensaios, não precisando comparecer a nenhum.

## Vida pessoal
A vida pessoal de Patti não teve tanto sucesso quanto sua vida profissional. Havia rumores de que ela teria um romance com o tenor Mario di Candia.
Patti casou-se três vezes: primeiro, em 1868, com Henri de Roger de Cahusac, Marquês de Caux (1826-1889). O casamento foi desastroso, e ambos tiveram relacionamentos extraconjugais. Afinal, de Caux concedeu a separação, em 1877, e o divórcio, em 1885. A união foi dissolvida com amargura e custou-lhe metade de sua fortuna.
Logo após o divórcio, em 1886, ela se casou com o tenor francês Ernesto Nicolini (1834-1898). O casamento durou até a morte do tenor, em 1898.
O último casamento de Patti foi em 1899, com o barão Rolf Cederström (1870-1947), um aristocrata sueco, que restringiu a vida social de Patti e também diminuiu drasticamente o número de seus serviçais domésticos - de 40 para 18 - mas lhe deu devoção e apoio. Após a morte da esposa, ele se casou com uma mulher mais nova, com quem teve uma única filha, Brita Yvonne Cederström (1924), que acabou sendo a única herdeira de Patti, já que ela não teve filhos. Patti LuPone, atriz e cantora que venceu o Prêmio Tony da Broadway é a sua sobrinha-neta. O baterista Scott Devous é seu sobrinho-neto em terceiro grau.